# Gibraltar Stock Exchange
Gibraltar Stock Exchange – giełda papierów wartościowych mająca siedzibę w Gibraltarze. Giełda została założona w 2014 roku, a pierwsze operacje na niej przeprowadzono na początku 2015 roku.